# Гидрид натрия
Гидри́д на́трия — сложное неорганическое вещество с химической формулой NaH. Представляет собой белый порошок, реагирует с водой; ядовит.

## Описание
При стандартных условиях гидрид натрия {\displaystyle {\ce {NaH}}} представляет собой бесцветные кубические кристаллы с кристаллической решёткой типа {\displaystyle {\ce {NaCl}}}. Является сильным восстановителем. Воспламеняется в атмосфере некоторых галогенов (фтор, хлор), а также при 230 °C в кислороде. При нагревании до 300 °C в вакууме гидрид натрия {\displaystyle {\ce {NaH}}} разлагается. Реагирует с водой, спиртами, жидким аммиаком, ацетиленом, трифторидом бора, оксидом углерода (IV).

## Получение
- Нагревание натрия до 360—400 °C при пропускании водорода:

{\displaystyle {\mathsf {2Na+H_{2}\longrightarrow 2\ NaH}}}
- Взаимодействие натрия с гидроксидом натрия[1]:

{\displaystyle {\mathsf {2Na+NaOH\longrightarrow Na_{2}O+NaH}}}
- Разложение амида натрия.

## Химические свойства
- Бурное взаимодействие с водой с образованием щёлочи — гидроксида натрия:

{\displaystyle {\mathsf {NaH+H_{2}O\longrightarrow NaOH+H_{2}}}}
- Разложение при сильном нагревании в вакууме:

{\displaystyle {\mathsf {2NaH\xrightarrow {430-500^{o}C} \ 2\ Na+H_{2}}}}
- Окисляется кислородом до гидроксида натрия:

{\displaystyle {\mathsf {2NaH+O_{2}\xrightarrow {230^{o}C} \ 2NaOH}}}
- С неметаллами образует соответствующие натриевые соли:

{\displaystyle {\mathsf {2NaH+2S\xrightarrow {350-400^{o}C} \ Na_{2}S+H_{2}S}}}
{\displaystyle {\mathsf {NaH+Cl_{2}\xrightarrow {450-500^{o}C} \ NaCl+HCl}}}
- Реагирует с углекислым газом с образованием формиата:

{\displaystyle {\mathsf {NaH+CO_{2}\xrightarrow {200^{o}C,p} \ HCOONa}}}
- С газообразным аммиаком образует амид[2]:

{\displaystyle {\mathsf {NaH+NH_{3}\xrightarrow {350^{o}C,p} \ NaNH_{2}+H_{2}}}}

## Сферы применения
Гидрид натрия {\displaystyle {\ce {NaH}}} применяют для очистки железа от магнетита. В органической химии он используется в качестве конденсирующего и полимеризующего агента. Раствор {\displaystyle {\ce {NaH}}} в гидроксиде натрия применяют для снятия окалины с тугоплавких металлов и специальных сталей.

## Биологическое действие
Вещество токсично. При контакте гидрида натрия с водой образуется натриевая щёлочь (едкий натр).
ПДК в воде — 200 мг/дм³ (по ионам натрия), 2-й класс опасности в соответствии с гигиеническими нормативами. 
При контакте со слизистыми оболочками гидрид натрия может вызвать щелочной ожог; коррозионно-активен.